# Dialogo quadrilaterale di sicurezza
Il Dialogo quadrilaterale di sicurezza (Quadrilateral Security Dialogue, QSD) o Quad è una cooperazione strategica informale tra Australia, Giappone, India e Stati Uniti con lo scopo di contenere l'espansionismo cinese nella regione dell'Indo-Pacifico.

## Il concetto di Indo-Pacifico

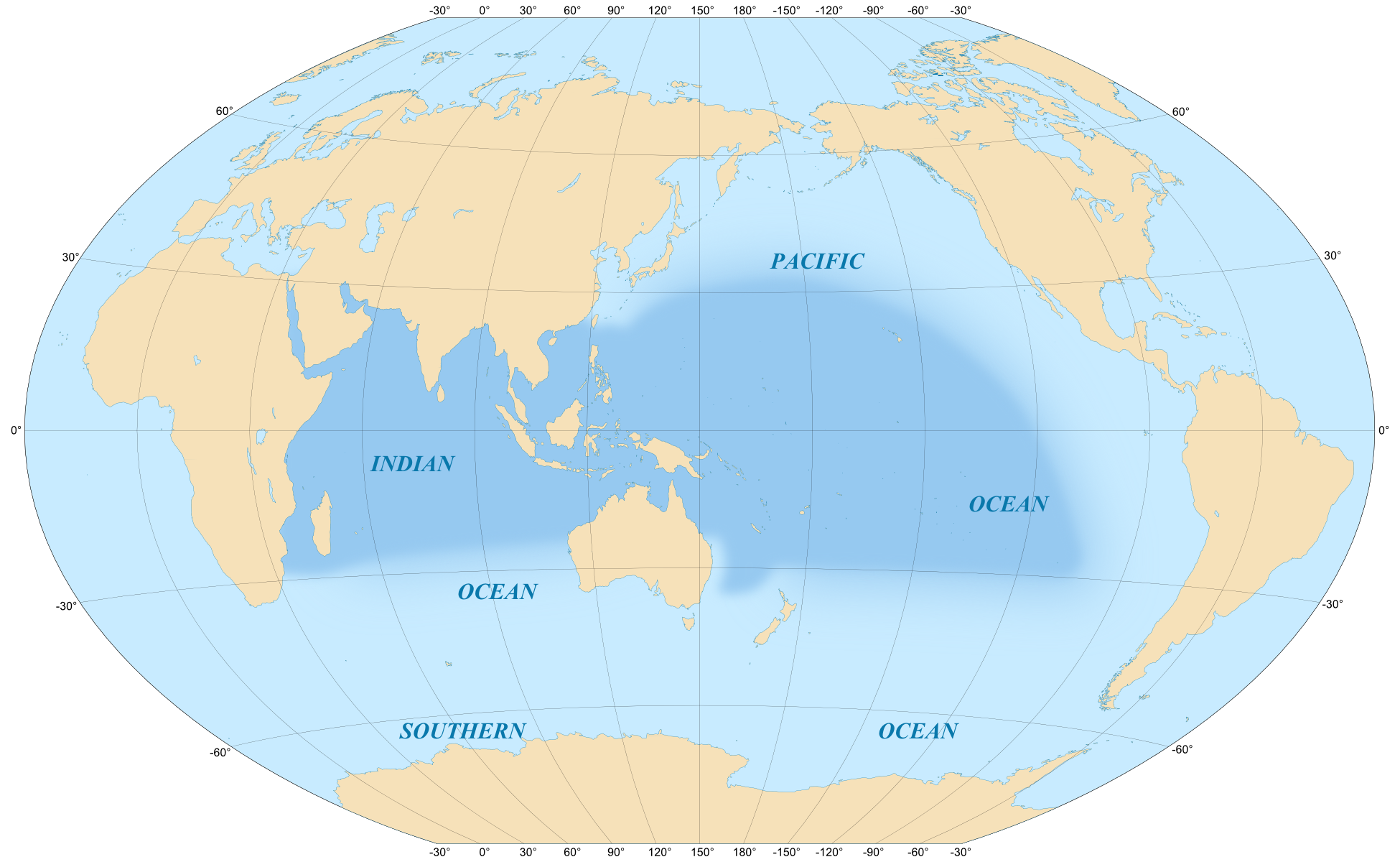
In evidenza l'area dell'Indo-Pacifico

I quattro Paesi membri del Quad hanno svolto un ruolo importante nel ridefinire a livello internazionale la regione da "Asia-Pacifico" a "Indo-Pacifico", come area di libero commercio marittimo, nell'approfondire i legami transregionali tra le aree dell'oceano Indiano e dell'oceano Pacifico ed affrontare in modo più efficace l'ascesa della Cina come superpotenza.
Il termine "Indo-Pacifico", inteso come area geografica che va «dalla costa orientale dell'Africa agli Stati insulari dell'Oceania», ha avuto impulso nel lessico politico e nel pensiero strategico non solo nei Paesi del Quad, ma anche nei Paesi dell'ASEAN, nel Canada, nell'Unione europea, nel Regno Unito, nella Francia, nella Germania e nei Paesi Bassi, riferito alla crescente importanza dell'India come bilanciamento alla crescente aggressività della Cina.

## Dialogo trilaterale di sicurezza
Il Dialogo trilaterale di sicurezza (Trilateral Strategic Dialogue, TSD) è consistito in una serie di incontri trilaterali tra Stati Uniti, Giappone e Australia. Il Trilaterale era inizialmente (2002) una riunione a livello di alti funzionari, poi aggiornato a livello ministeriale nel 2005. I funzionari degli Stati Uniti si aspettavano che gli alleati regionali avrebbero facilitato la strategia globale degli Stati Uniti per combattere il terrorismo e la proliferazione nucleare; in cambio, Giappone e Australia si aspettavano benefici tra cui il continuo coinvolgimento nella strategia degli Stati Uniti e il mantenimento di garanzie strategiche nella regione.

## Quadrilaterale 2007-2008
All'inizio del 2007, il primo ministro giapponese Shinzō Abe ha proposto il Dialogo quadrilaterale di sicurezza, o "Iniziativa di difesa quadrilaterale", in base al quale l'India avrebbe aderito a un dialogo multilaterale con Giappone, Stati Uniti e Australia.
L'avvio di un accordo di difesa tra Stati Uniti, Giappone, Australia e India, modellato sul concetto di pace democratica, è stato attribuito al primo ministro giapponese Shinzo Abe.
Il Quadrilaterale avrebbe dovuto stabilire un "Arco asiatico della democrazia", che avrebbe incluso Paesi dell'Asia centrale, la Mongolia, la penisola coreana e altri Paesi del Sud-est asiatico: «praticamente tutti i Paesi ai confini della Cina, ad eccezione della Cina stessa.»
Non sono mancati i critici, come l'ex funzionario del Dipartimento di Stato degli Stati Uniti d'America Morton Abramowitz, che definì il progetto «una mossa anti-cinese», mentre altri l'hanno definito una "sfida democratica" al progettato Secolo cinese, organizzato dalle potenze asiatiche in coordinamento con gli Stati Uniti.
Mentre la Cina favoriva l'Organizzazione per la Cooperazione di Shanghai, il Quadrilaterale poteva sembrare una NATO asiatica: Daniel Twining del German Marshall Fund of the United States ha scritto che l'accordo «potrebbe portare a un conflitto militare» o potrebbe «gettare una base duratura per la pace» se la Cina divenisse una guida democratica in Asia.

### Opposizione cinese
La Cina ha inviato proteste diplomatiche ai quattro membri del Quadrilaterale ancor prima di qualsiasi accordo formale tra di loro.
La prima riunione del Quadrilaterale si è tenuta a Manila nel maggio del 2007 a margine del Forum regionale dell'ASEAN, su sollecitazione del vicepresidente Dick Cheney.
Nel settembre del 2007 i Paesi del Quad hanno partecipato alle esercitazioni navali Malabar-07-2, nel golfo del Bengala, aperte anche a Singapore.
Nel successivo mese di ottobre, durante una visita del primo ministro indiano Manmohan Singh a Tokyo, veniva ratificato un accordo tra Giappone e India per promuovere la sicurezza delle rotte marittime e la collaborazione nella difesa; il Giappone aveva precedentemente stabilito un accordo del genere solo con l'Australia.
L'iniziativa Quadrilaterale della Presidenza Bush, pur migliorando i rapporti con New Delhi, ha dato l'impressione di voler accerchiare la Cina.
L'accordo di sicurezza tra Giappone e India ha inoltre ridimensionato il ruolo della Cina in quanto assente nell'elenco dei partner strategici del Giappone in Asia.
Queste mosse sembravano «alienare istituzionalmente» la Cina dall'ASEAN e promuovere un cerchio di alleanze in Asia «incentrato su Washington».
Il primo ministro giapponese Tarō Asō, succeduto ad Abe, ha sminuito l'importanza della Cina nel patto Giappone-India firmato dopo l'istituzione del Quadrilaterale, affermando: «Riteniamo molto importante la cooperazione in materia di sicurezza con l'India [...] C'è stato un accenno alla Cina e non abbiamo alcuna ipotesi di un terzo Paese come la Cina.»
Allo stesso modo, il ministro degli Esteri indiano Shivshankar Menon ha affermato che l'accordo di difesa era atteso da tempo a causa dell'interscambio commerciale indiano con il Giappone e non prendeva di mira specificamente la Cina. Nel gennaio del 2008, il primo ministro indiano, Manmohan Singh, dopo aver incontrato in Cina il primo ministro Wen Jiabao e il presidente Hu Jintao, ha dichiarato che «l'India non fa parte di alcun cosiddetto sforzo di contenimento della Cina», dopo che gli era stato chiesto del Quadrilaterale.

### Rinuncia dell'Australia
I timori per le spese militari e le capacità missilistiche cinesi avevano portato l'Australia verso un accordo di difesa con gli Stati Uniti, come delineato nel Canberra Defense Blueprint del 2007; Sally Gordon dell'Australian Strategic Policy Institute aveva raccomandato la vendita di uranio all'India sulla base di considerazioni simili, con il sostegno degli Stati Uniti «in contrapposizione a una Cina in ascesa». Tuttavia, la reazione cinese contro il Quadrilaterale aveva causato disagio all'interno dell'Australia ancor prima dell'avvio degli accordi.
Kevin Rudd, diventato primo ministro dell'Australia a fine 2007, ha incontrato il ministro degli Esteri cinese Yang Jiechi, prima di andare in Giappone, e successivamente ha organizzato un incontro tra Yang Jiechi e il ministro degli Esteri australiano Stephen Smith, nel quale l'Australia annunciava unilateralmente che "non avrebbe proposto" un secondo turno di incontri tra i quattro alleati. In Australia questa decisione è stata motivata dall'incertezza delle relazioni Cina-Stati Uniti e dal fatto che la Cina fosse il principale partner economico dell'Australia ma non il suo principale partner strategico. Inoltre, il primo ministro Rudd potrebbe aver temuto l'escalation di conflitti regionali e tentato di prevenirle proponendo una "Unione Asia-Pacifico".
Alcuni commentatori statunitensi hanno criticato la decisione di Rudd di lasciare il Quadrilaterale: Michael Green, ex direttore della sezione asiatica del Consiglio per la sicurezza nazionale degli Stati Uniti d'America, ha affermato che Rudd si era ritirato nel tentativo di compiacere la Cina e che aveva compiuto notevoli sforzi diplomatici per raggiungere tale obiettivo. Un cablogramma del dicembre 2008 inviato dall'ambasciatore statunitense Robert McCallum e pubblicato da WikiLeaks rivela che Rudd non ha consultato gli Stati Uniti prima di lasciare il Quadrilaterale.
Gli sforzi del presidente Barack Obama nel novembre del 2009 per migliorare le relazioni tra Stati Uniti e India hanno sollevato allarmi in India e Australia per un'alleanza militare sempre più profonda tra questi che potrebbe portare a una escalation nella regione. Secondo l'analista John Lee, «New Delhi è stata cautamente in equilibrio e in competizione con Pechino sin dal momento dell'indipendenza dell'India nel 1947»; le tensioni tra India e Cina sono dovute al conteso stato indiano dell'Arunachal Pradesh e alle armi nucleari cinesi installate nel vicino altopiano del Tibet. Il calcolo di Rudd potrebbe essere stato che, come potenza economica regionale, la Cina era troppo importante per essere contenuta con l'iniziativa quadrilaterale del 2007, quando molte potenze regionali stanno proteggendo le loro alleanze in caso di un declino americano o giapponese.

## Quad 2.0

### 31º vertice dell'ASEAN
Nell'agosto del 2017 il ministro degli esteri giapponese Tarō Kōno propose un incontro con i colleghi dell'Australia, degli Stati Uniti e dell'India a margine dell'imminente vertice dell'ASEAN.
Nel successivo mese di novembre il presidente statunitense Donald Trump e il primo ministro giapponese Shinzō Abe si sono incontrati e hanno concordato di perseguire quella che il Giappone definisce strategia per l'«Indo-Pacifico libero e aperto» (Free and Open Indo-Pacific), un concetto già sviluppato dal Segretario di Stato Hillary Clinton. L'accordo era una risposta alla Nuova via della seta cinese e Geng Shuang, vicedirettore del ministero degli esteri cinese, ha affermato che «tali iniziative multilaterali dovrebbero promuovere la cooperazione tra i Paesi interessati e non essere trasformate in strutture di esclusione».
L'incontro coincideva con una riunione di alti funzionari giapponesi, indiani, australiani e statunitensi per continuare la cooperazione militare in vista del 31º vertice dell'ASEAN (Manila, 10-14 novembre 2017).
Il vertice includeva la discussione sulla crescente rilevanza della Cina nel Mar Cinese Meridionale e potrebbe indicare l'interesse del presidente Donald Trump nel far rivivere un nuovo Quadrilaterale.

### Incontri successivi
Gli incontri del Quad si sono tenuti cinque volte nel periodo 2017-2019.
Durante il Raisina Dialogue (Nuova Delhi, 16-18 gennaio 2018), i responsabili delle marine militari di Giappone, Stati Uniti, Australia e India, hanno condiviso le prime indicazioni per il rilancio della struttura di sicurezza del Quad.
Il 7 giugno 2018 si è tenuto a Singapore il secondo incontro degli alti funzionari del Quad, a margine della riunione dell'ASEAN.
Il 26 settembre 2019, a margine dell'Assemblea generale delle Nazioni Unite, si sono riuniti i ministri degli esteri del Quad per discuterne la riforma e il 4 novembre 2019 a Bangkok funzionari di alto livello si sono incontrati per il coordinamento tra i quattro Paesi.
Nell'estate del 2020 India, Giappone e Stati Uniti hanno invitato la Marina Reale Australiana all'annuale esercitazione navale di Malabar che si è tenuta, nel mese di novembre 2020, al largo di Visakhapatnam (prima fase) e nel Mar Arabico (seconda fase) nella forma "senza contatto, solo in mare" nel periodo della pandemia di COVID-19.

### Quad Plus
Nel marzo 2020 i membri del Quad hanno tenuto una riunione in videoconferenza con i rappresentanti di Nuova Zelanda, Corea del Sud e Vietnam per discutere i rispettivi approcci alla pandemia di COVID-19.
Questo nuovo raggruppamento di Stati chiave dell'Indo-Pacifico è stato chiamato Quad Plus.
Il 5-7 aprile 2021, al largo del golfo del Bengala, per la prima volta un'esercitazione navale dei Paesi del Quad ha coinvolto un quinto Paese, due unità della marina militare francese, in quello che è stato definito Quad Plus.

### Una NATO asiatica?
Dopo le esercitazioni navali di Malabar del 2020, il segretario di Stato Mike Pompeo ha incontrato i membri del Quad per discutere la conversione dell'accordo di sicurezza in una "NATO asiatica" per una «sicurezza condivisa e obiettivi geopolitici, interessi condivisi e valori condivisi» con lo scopo di contenere l'espansionismo cinese. Un editorialista del South China Morning Post ha commentato il concetto come «un baluardo contro l'ascesa della Cina» mentre il ministro degli esteri cinese Wang Yi ha protestato considerandolo un tentativo di «riportare indietro l'orologio della storia».
Il 6 ottobre 2020 si è tenuta a Tokyo una riunione dei ministri degli esteri del Quad, al termine della quale non è stato emesso un comunicato congiunto. Dal 26 ottobre al 5 novembre 2020, Giappone, Stati Uniti e Canada hanno tenuto nello Stretto di Formosa un'esercitazione navale congiunta chiamata Keen Sword. Il successivo 30 ottobre il ministro degli Esteri dello Sri Lanka ha manifestato le proprie preoccupazioni sulla sicurezza nell'oceano Indiano e l'impatto dell'alleanza militare del Quad. Il 17 novembre 2020 il primo ministro australiano Scott Morrison e il primo ministro giapponese Yoshihide Suga si sono incontrati a Tokyo, concordando una maggiore cooperazione in materia di difesa ed esercitazioni congiunte tra i due Paesi.
Nel maggio 2021, Li Jiming, ambasciatore cinese in Bangladesh, ha avvertito il governo bengalese di non unirsi al Quad dicendo che qualsiasi tentativo di farlo avrebbe seriamente danneggiato le relazioni con la Cina; inoltre l'ambasciatore ha descritto il Quad come «un'alleanza militare mirata a contrastare la rinascita della Cina». La dichiarazione dell'ambasciatore ha ricevuto critiche da diverse parti, compreso il ministro degli esteri Abdul Momen, che ha affermato che il Bangladesh è uno Stato sovrano e deciderà se aderire a qualsiasi alleanza. Nonostante le scuse dell'ambasciatore, Hua Chunying, portavoce del ministro degli esteri cinese ha affermato che «Sappiamo tutti che tipo di meccanismo è il Quad. La Cina si oppone agli sforzi di alcuni Paesi di formare una cricca esclusiva;, ritrarre la Cina come una sfida è seminare discordia tra i Paesi della regione e la Cina».

### Consolidamento
Il 18 febbraio 2021 si è tenuta, in videoconferenza, la terza riunione dei ministri degli esteri del Quad. Nei comunicati stampa separati i quattro ministri hanno concordato di opporsi «fortemente» a qualsiasi tentativo della Cina di alterare con la forza lo status quo nella regione indo-pacifica; promuovere la cooperazione con più Paesi, tra cui l'ASEAN, gli Stati insulari del Pacifico e i Paesi europei; «l'urgente necessità di ripristinare il governo democraticamente eletto» in Birmania, dopo il colpo di Stato militare del 1º febbraio 2021. Il 3 marzo, la Casa Bianca, da poco guidata dal presidente Joe Biden, ha pubblicato la "Guida provvisoria per la sicurezza strategica nazionale" (Interim National Security Strategic Guidance).
Il 12 marzo si è tenuto il primo vertice, in videoconferenza, dei leader del Quad sotto la direzione del presidente Biden.
L'impegno del Quad veniva definito dal lancio di un Quad Vaccine Experts Group di alto livello, il Quad Climate Working Group e il Quad Critical and Emerging Technology Working Group. Prima del vertice era stato comunicato che i quattro Paesi stanno lavorando per sviluppare un piano per distribuire i vaccini anti COVID-19 ai Paesi dell'Asia come parte di una strategia più ampia per contrastare la diplomazia cinese dei vaccini. L'India ha anche esortato gli altri tre Paesi a finanziare la propria capacità di produzione dei vaccini.
Il 15 marzo, il Segretario di Stato Antony Blinken e il Segretario della difesa Lloyd Austin sono atterrati alla base aerea Yokota, a 30 km da Tokyo, per partecipare al Comitato consultivo per la sicurezza (Security Consultative Committee, SCC) con gli omologhi giapponesi Toshimitsu Motegi e Nobuo Kishi (il cosidddetto "due-più-due"). Il 17 marzo i due ministri statunitensi sono atterrati a Seul per un dialogo "due-più-due" con gli omologhi sudcoreani Chung Eui-yong e Suh Wook.
Prima di partire, hanno scritto un editoriale per il Washington Post nel quale affermvano che per gli Stati Uniti «le nostre alleanze sono ciò che i nostri militari chiamano "moltiplicatori di forza"» e che l'alleanza con il Giappone e con la Corea del Sud contribuisce alla «sicurezza e prosperità» degli Stati Uniti e del mondo anche quando si tratta di determinare la migliore risposta alle minacce dalla Corea del Nord, ai problemi di sicurezza globale, al cambiamento climatico, alla sicurezza informatica e alla sicurezza sanitaria.
Il 19 marzo il segretario della Difesa Lloyd Austin è arrivato in India per incontrare il primo ministro Narendra Modi e il Consigliere per la sicurezza nazionale Ajit Doval; il giorno successivo ha incontrato il ministro della Difesa Rajnath Singh, considerando che l'India è uno dei più importanti alleati degli Stati Uniti.
Il 16 aprile il presidente degli Stati Uniti Biden e il primo ministro giapponese Yoshihide Suga si sono incontrati a Washington per presentare l'alleanza tra i due Paesi e la comune determinazione nel trattare con la Cina. I governi degli Stati Uniti e del Giappone stanno lavoratndo per rafforzare le filiere di approvvigionamento tecnologico indipendenti dalla Cina a causa della carenza di semiconduttori che preoccupa le aziende di tutto il mondo.
Ci si aspetta che entrambi i Paesi prendano maggiori impegni per ridurre le emissioni di combustibili fossili dannosi per il clima, in linea con il vertice sul clima che il presidente Biden ha organizzato in occasione della Giornata della Terra (22-23 aprile 2021).

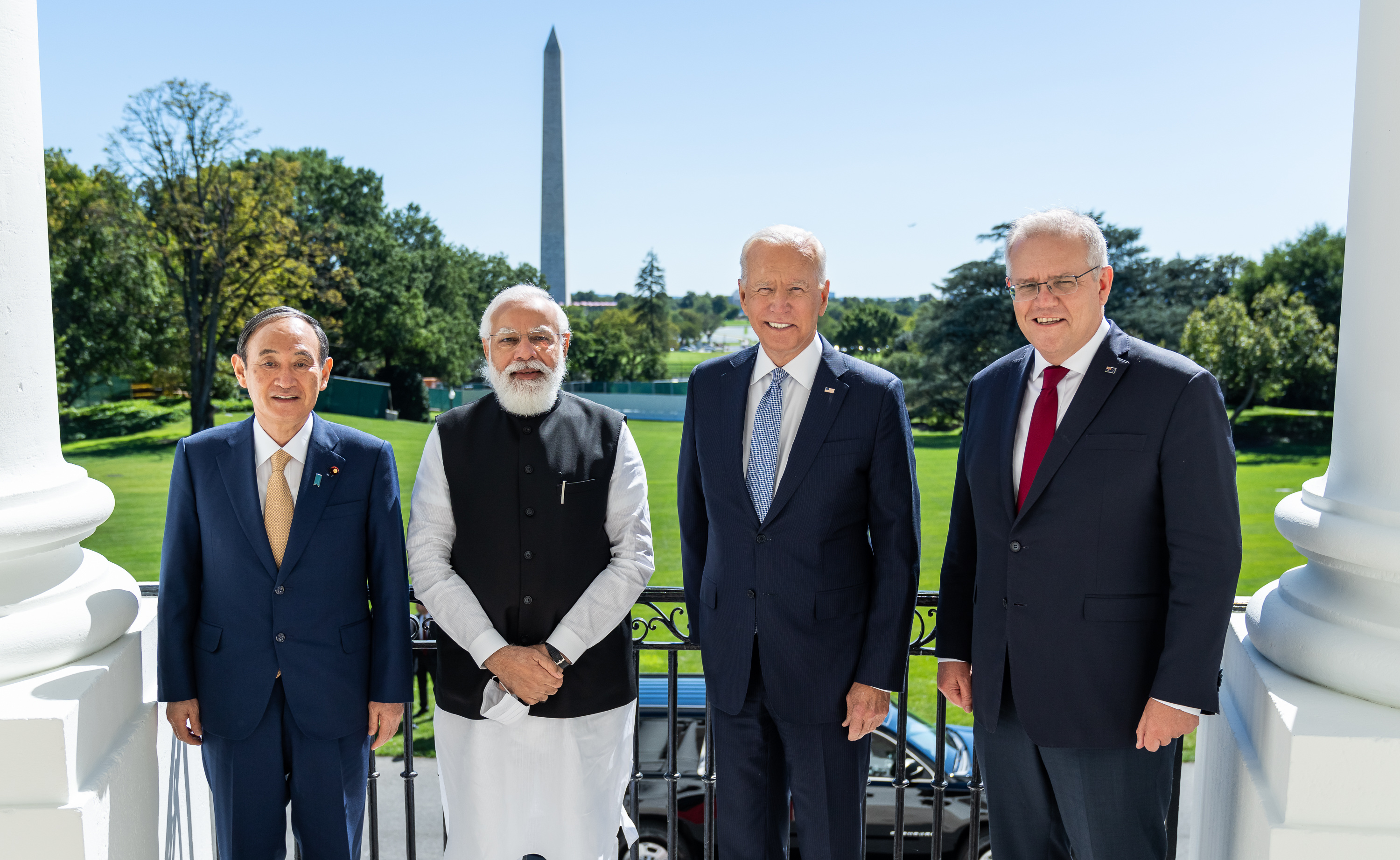
Yoshihide Suga, Narendra Modi, Joe Biden e Scott Morrison, 24 settembre 2021

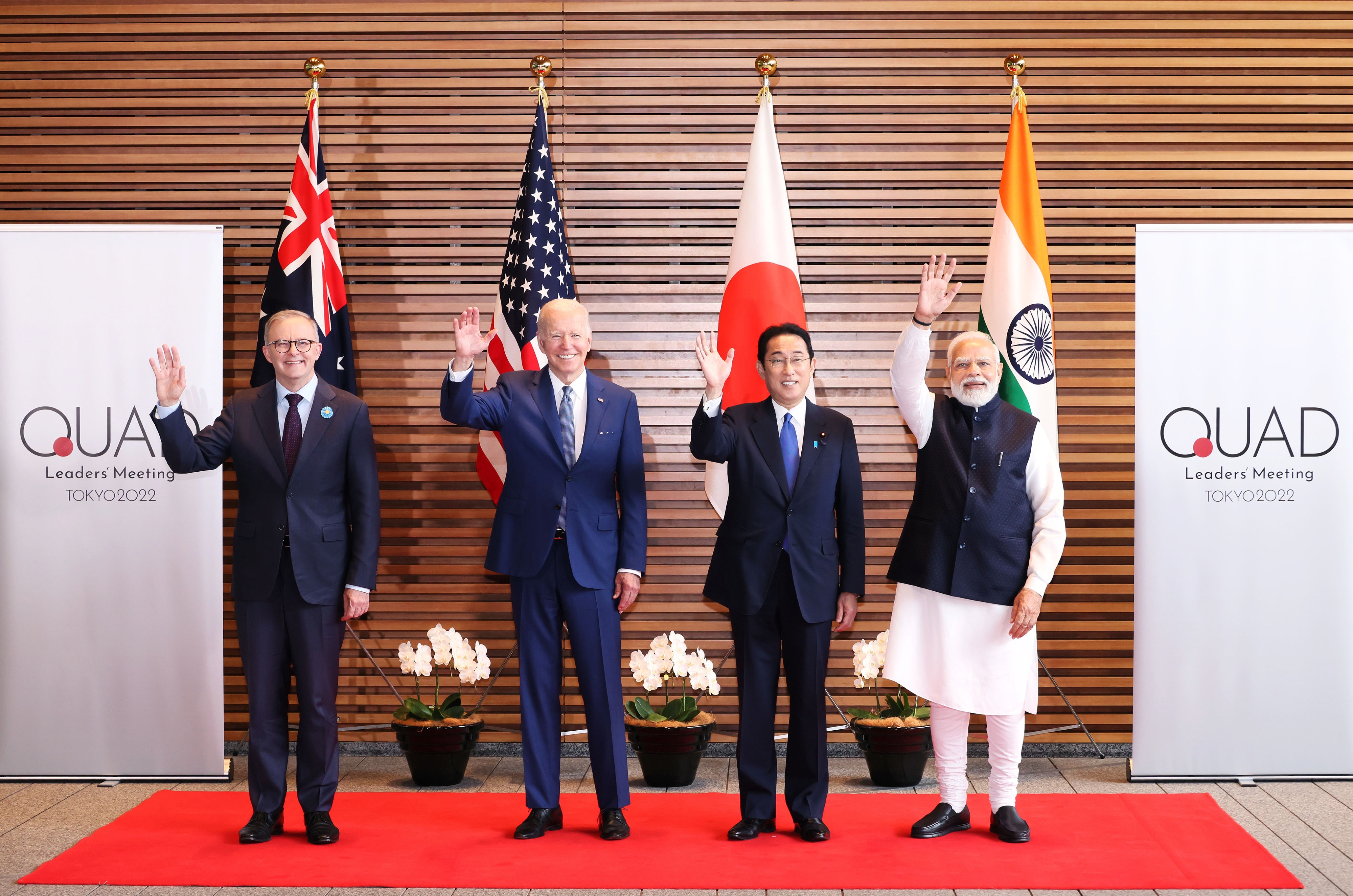
Anthony Albanese, Joe Biden, Fumio Kishida e Narendra Modi, 24 maggio 2022

Nel mese di aprile era previsto che il primo ministro Suga si sarebbe recato in India e nelle Filippine ma entrambi gli incontri non si sono tenuti a causa della recrudescenza della pandemia.
Il 24 settembre 2021 il presidente degli Stati Uniti Joe Biden ha ospitato alla Casa Bianca il secondo vertice dei leader del Quad, il primo in presenza, con il primo ministro indiano Narendra Modi, il primo ministro australiano Scott Morrison e il primo ministro giapponese Yoshihide Suga. Il vertice si è concentrato su produzione e distribuzione dei vaccini anti COVID-19 sicuri ed efficaci; promuovere infrastrutture di alto livello; combattere la crisi climatica; partenariato su nuove tecnologie, spazio e sicurezza informatica; istruzione di giovani talenti con scambi tra i Paesi.
Tra agosto e ottobre 2021 si è tenuta l'annuale esercitazione navale di Malabar, con la partecipazione delle marine militari del Quad, nel mar delle Filippine (prima fase) e nel golfo del Bengala (seconda fase).
Il 3 marzo 2022 si è tenuto il terzo vertice dei leader, in videoconferenza, organizzato dal primo ministro giapponese Fumio Kishida, per condannare l'invasione russa dell'Ucraina e stanziare i primi aiuti a favore dell'Ucraina.
Il 24 maggio 2022, il primo ministro giapponese Fumio Kishida ha ospitato a Tokyo il quarto vertice dei leader, al quale hanno partecipato in presenza il presidente statunitense Joe Biden, il primo ministro indiano Narendra Modi e il neo eletto primo ministro australiano Anthony Albanese. Al termine i leader hanno espresso la condanna dell'invasione dell'Ucraina e preoccupazione per la crisi umanitaria, il sostegno al Forum delle isole del Pacifico per la sicurezza e il benessere della regione, l'impegno per la denuclearizzazione della penisola coreana, la preoccupazione per le violenze in Birmania, l'impegno finanziario nella lotta contro il COVID-19, l'impegno contro il cambiamento climatico, l'impegno per la sicurezza informatica. Viene inoltre lanciata l'iniziativa Indo-Pacific Partnership for Maritime Domain Awareness (IPMDA) per il controllo satellitare del traffico marittimo illegale come la pesca di frodo, il dark shipping con i transponder spenti, il trasbordo di petrolio per aggirare le sanzioni.
Il quinto vertice dei leader avrebbe dovuto tenersi il 24 maggio 2023 a Sydney, presso la Sydney Opera House, ma il 17 maggio, una settimana prima di quanto programmato, il vertice è stato annullato in seguito all'annuncio del presidente Biden che non avrebbe partecipato a causa dei negoziati interni sul limite del debito.
I leader si sono invece incontrati a margine del 49º vertice del G7 che si è tenuto a Hiroshima il 20 maggio.
Al termine del vertice i leader hanno rilasciato una dichiarazione dei principi sulla diversificazione delle filiere di energia pulita nell'Indo-Pacifico, un esame della sicurezza del sistema aperto RAN (Radio Access Network, Rete di accesso radio) per le telecomunicazioni, la presentazione di principi tecnologici standard per promuovere l'interoperabilità, l'innovazione, la fiducia, la trasparenza, la diversità dei mercati, la sicurezza sin dalla progettazione, la compatibilità, l'inclusività e la concorrenza di mercato libera ed equa.
Il sesto vertice, inizialmente previsto in India immediatamente dopo la Festa della Repubblica Indiana (26 gennaio), si è tenuto il 21 settembre 2024 a Wilmington nel Delaware, città dove ha la residenza il presidente Biden.
Il vertice si è concluso con la "Dichiarazione congiunta di Wilmington" ed è stato valutato positivamente in quanto forum non militare: cooperazione per la sicurezza sanitaria e per la sicurezza informatica, sviluppo congiunto dei porti nell'Indo-Pacifico, creazione di una rete logistica aerea nella regione, creazione delle basi per una cooperazione orientata al futuro nelle biotecnologie.

### Europa nell'Indo-Pacifico
Il 4 giugno 2018, nel corso del Shangri-La Dialogue, a Singapore, i ministri della difesa francese e britannico hanno annunciato che avrebbero inviato navi militari nel Mar Cinese Meridionale per contrastare l'espansione militare della Cina.
Con una mossa simile, il 16 settembre 2020, Francia, Regno Unito e Germania hanno presentato una nota verbale congiunta alle Nazioni Unite, nella quale si ribadiva che doveva essere mantenuta l'integrità della Convenzione delle Nazioni Unite sul diritto del mare, affermando che le rivendicazioni territoriali della Cina nel Mar Cinese Meridionale non rispettano la Convenzione.
Il 22 gennaio 2021, due giorni dopo il giuramento del neo presidente Joe Biden, il segretario della difesa degli Stati Uniti Lloyd Austin e il ministro della difesa giapponese Nobuo Kishi hanno discusso di questioni di sicurezza. Austin ha affermato che «le isole Senkaku sono coperte dall'articolo V del Trattato di sicurezza Stati Uniti-Giappone e che gli Stati Uniti rimangono contrari a qualsiasi tentativo unilaterale di cambiare lo status quo nel Mar Cinese Orientale». Tre giorni dopo, il ministro degli esteri giapponese Toshimitsu Motegi ha partecipato in videoconferenza al Consiglio Affari esteri dell'Unione europea per promuovere la cooperazione tra il Giappone e l'Unione europea nella regione dell'Indo-Pacifico.

#### Francia
Secondo Brendan Berne, all'epoca ambasciatore australiano in Francia, il presidente francese Emmanuel Macron, quando si incontrarono alla fine del 2017, disse che «era consapevole della situazione di minaccia nell'Indo-Pacifico e che l'Australia non sarebbe rimasta sola».
Il 2 maggio 2018 il presidente Macron, nella base navale di Garden Island a Sydney, ha illustrato l'importanza strategica per la Francia della regione indo-pacifica, con «l'ambizione di promuovere un approccio inclusivo e stabilizzante, basato sullo Stato di diritto e sul rifiuto di ogni forma di egemonia»; una regione con oltre il 90% della zona economica esclusiva francese e 1,6 milioni di cittadini che vivono nei due oceani. Gli interessi francesi nell'Indo-Pacifico sono stati precisati nel 2019 dal Ministero delle Forze armate e aggiornati dal Ministero dell'Europa e degli affari esteri nel 2021.
È stato il primo Paese dell'Unione europea a utilizzare il concetto geopolitico di Indo-Pacifico. Il partenariato con i quattro Paesi del Quad e con l'ASEAN sono un elemento chiave della strategia francese nell'Indo-Pacifico. Nell'aprile 2019 la fregata francese Vendémiaire ha attraversato lo stretto di Taiwan, che è stato interpretato come un pattugliamento per la libertà di navigazione, contrastando la rivendicazione della Cina sullo stretto.
Il 9 settembre 2020, Francia, India e Australia hanno tenuto il loro primo dialogo trilaterale, con i loro ministri degli esteri che si sono incontrati in videoconferenza.
Nel febbraio 2021, il sottomarino francese Emeraude e la nave appoggio Seine hanno pattugliato il Mar Cinese Meridionale, dimostrando la capacità di intervento sulle lunghe distanze e di collaborare con le marine militari di Australia, Stati Uniti e Giappone.
Il 24 febbraio 2021 si è tenuta la seconda riunione del dialogo trilaterale India-Francia-Australia, a livello di alti funzionari, per valutare i progressi successivi alla prima riunione trilaterale di settembre.
Il 30 marzo 2021 la portaelicotteri d'assalto anfibio della marina francese Tonnerre e la fregata di scorta Surcouf sono arrivate nel porto di Kochi, nel Kerala indiano, e nei giorni successivi hanno partecipato con i quattro Paesi del Quad all'esercitazione navale congiunta La Perouse nel golfo del Bengala.
Il 4 maggio 2021 si è svolto il trilaterale tra i ministri degli esteri di India, Francia e Australia, a margine del G7 ministeriale di Londra.
Il 14 maggio 2021, al largo di Kagoshima, si è svolta l'esercitazione navale ARC21 tra le marine militari di Giappone, Stati Uniti, Australia e Francia, per affinare il coordinamento reciproco.

#### Germania
Nel settembre 2020 il Governo federale tedesco ha pubblicato le "Linee guida politiche per la regione dell'Indo-Pacifico" in considerazione che l'economia europea e quella dell'Indo-Pacifico sono strettamente collegate e che i conflitti nella regione hanno ripercussioni anche sulla Germania.
Il 13 aprile 2021, i ministri degli esteri e della difesa di Giappone e Germania hanno tenuto il primo dialogo "due-più-due" tra le due nazioni in videoconferenza, per fronteggiare la crescente aggressività della Cina nell'Indo-Pacifico, con il Giappone sempre alla ricerca di nuovi alleati e la Germania intenta a un ruolo più attivo nella regione.
Nel novembre 2021 la fregata della marina militare tedesca Bayern, salpata il 2 agosto dal porto di Wilhelmshaven, è arrivata nel Mar Cinese Meridionale per partecipare all'esercitazione navale Annualex 2021 con le marine militari del Giappone, dell'Australia, del Canada e degli Stati Uniti. Era la prima volta dal 2002 che una nave militare tedesca non solcava le acque della regione indo-pacifica.

#### Italia
Sebbene gli Stati Uniti e il Giappone abbiano sollecitato l'invio di unità militari italiane nell'Indo-Pacifico, i governi italiani hanno preferito rafforzare i rapporti bilaterali con i Paesi della regione.
Dopo il trilaterale con la Francia, il 17 giugno 2021 l'India ha promosso un trilaterale con la partecipazione in teleconferenza dei ministri degli esteri indiano e giapponese, gli ambasciatori italiani a New Delhi e a Tokyo, nonché esperti in geopolitica dei tre Paesi, con l'obiettivo di creare stabilità e un ordine internazionale basato su regole con il consenso di tutti gli attori dell'Indo-Pacifico. Il 30 marzo 2023 il governo di Giorgia Meloni annunciava l'invio di navi da guerra verso il Giappone. E infatti il pattugliatore d'altura Francesco Morosini è stato accolto nella base navale di Yokosuka dal 21 al 27 giugno 2023, svolgendo attività di rappresentanza e incontri con le autorità.
Nel giugno 2024 la portaerei Cavour (C 550) e la fregata Alpino (F 594) sono salpate per una missione di cinque mesi nell'Indo-Pacifico, raggiungendo il pattugliatore d'altura Raimondo Montecuccoli (P 432), salpato nel mese di aprile.

#### Paesi Bassi
Nel novembre 2020, il governo dei Paesi Bassi ha comunicato la propria strategia indo-pacifica, diventando il terzo membro dell'Unione europea a farlo, dopo Francia e Germania.
Il documento politico olandese invita l'Unione europea a costruire partenariati nella regione e a respingere con più forza le rivendicazioni territoriali cinesi.
Nel 2021 la fregata della marina militare olandese Zr.Ms. Evertsen si è unita all'United Kingdom Carrier Strike Group e, con il concorso di altre navi della marina militare statunitense, hanno svolto una serie di esercitazioni aventi lo scopo di garantire la libertà di navigazione, con la marina militare indiana nel golfo del Bengala, con la marina militare malese nello stretto di Malacca, con la forza marittima di autodifesa giapponese nell'oceano Pacifico, La missione della Zr.Ms. Evertsen si è conclusa il 1º dicembre 2021, attraccando alla base navale Nieuwe Haven, a Den Helder, il 5 dicembre.

#### Regno Unito
Nel 2016 il Regno Unito ha spostato un satellite del suo sistema di comunicazione militare Skynet verso Est per estendere la copertura all'Asia orientale e all'oceano Pacifico occidentale e ha aperto una nuova stazione terrestre in Australia. Alla cerimonia di inaugurazione, l'Alto Commissario britannico Menna Rawlings ha fatto riferimento alle controversie territoriali nel Mar Cinese Meridionale.
Nel marzo 2021, il Governo del Regno Unito ha pubblicato un documento intitolato Integrated Review che ha confermato lo spostamento della politica estera del Regno Unito verso l'Indo-Pacifico e che includeva un piano in nove fasi che descriveva in dettaglio cosa avrebbe comportato questo cambiamento. Il documento riconosceva che le relazioni commerciali tra Regno Unito e Cina sono reciprocamente vantaggiose, ma definiva anche la Cina come «la più grande minaccia statale alla sicurezza economica del Regno Unito» e invitava le potenze intermedie a lavorare insieme in questo nuovo contesto geopolitico.

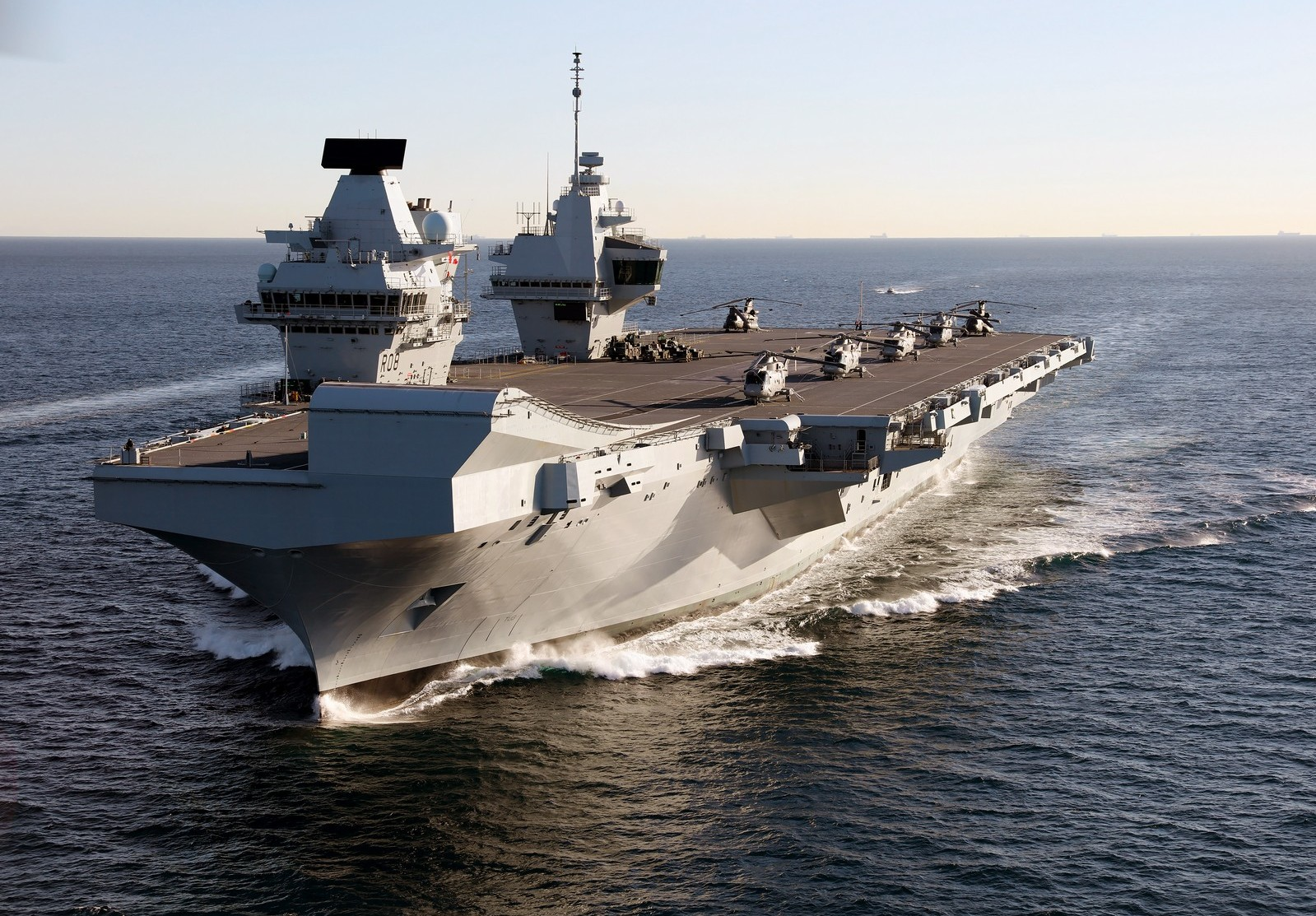
La portaerei HMS Queen Elizabeth (2018)

Il 22 maggio 2021 la squadra navale Carrier Strike Group 21, comandata dalla nave ammiraglia portaerei HMS Queen Elizabeth, è salpata dalla base navale di Portsmouth scortata dai cacciatorpediniere HMS Diamond e HMS Defender, dalle fregate HMS Richmond e HMS Kent, dal sottomarino HMS Artful, dalle navi ausiliarie RFA Tidespring e RFA Fort Victoria, dalla fregata della marina militare olandese Zr.Ms. Evertsen e dal cacciatorpediniere della marina militare statunitense USS The Sullivans, in una missione che avrebbe coperto 26 000 miglia nautiche e toccato 40 Paesi.
Il 22-24 luglio la squadra navale britannica è arrivata nel golfo del Bengala per tre giorni di esercitazioni congiunte con la marina militare indiana, il 26 luglio ha partecipato a una esercitazione con navi della marina militare di Singapore.
In agosto la squadra navale britannica, con la squadra navale statunitense Expeditionary Strike Group 7 e i cacciatorpediniere giapponesi JS Ise e JS Asahi hanno compiuto dieci giorni di esercitazioni nel mare delle Filippine, a fine agosto con la marina militare della Corea del Sud al largo di Pusan e approdava il 3 settembre nella base navale di Yokosuka. L'HMS Queen Elizabeth, dopo i lavori di manutenzione programmata nella base statunitense di Guam, a fine settembre, con la squadra navale britannica, ha compiuto un'esercitazione militare con la fregata HMNZS Te Kaha e la nave cisterna HMNZS Aotearoa della marina militare neozelandese, il 4 ottobre a sud-est di Okinawa congiuntamente con la forza marittima di autodifesa giapponese mentre l'11 ottobre arrivava a Singapore dopo le esercitazioni con l'aeronautica militare di Singapore.
Il 14 ottobre la fregata HMS Kent è approdata alla base navale di Chittagong in occasione del 50º anniversario dell'indipendenza del Bangladesh. Il 18 ottobre 2021, in occasione del 50º anniversario del Five Power Defence Arrangements (FDPA), si è svolta l'esercitazione militare nei pressi di Singapore con la partecipazione dei cinque Paesi aderenti al patto FPDA. Il 9 dicembre 2021 il Carrier Strike Group 21, dopo sette mesi e aver percorso 49 000 miglia nautiche nell'Indo-Pacifico e ritorno, terminava la missione rientrando nei porti di partenza.
Dopo la Brexit, il patto Five Power Defence Arrangements, il trattato ANZUS, il trattato AUKUS, la presenza militare britannica nell'area indo-pacifica (la base navale Duqm nell'Oman, l'HMS Jufair in Bahrein, la base navale Diego Garcia, la base militare Seria nel Brunei) e la missione militare Carrier Strike Group 21, segnano per Londra il ritorno della presenza globale britannica (Global Britain) in una regione ritenuta centrale per la competizione geopolitica internazionale, le controversie territoriali irrisolte, la proliferazione nucleare, i cambiamenti climatici, la pirateria e il terrorismo.

#### Unione europea
Il primo vertice dei leader del Quad, tenutosi in videoconferenza nel marzo 2021, ha esaminato un possibile partenariato con l'Europa. Nel contempo Francia, Germania e Paesi Bassi hanno annunciato le loro concezioni dell'Indo-Pacifico mentre l'Unione europea sta predisponendo le proprie.
Il 19 aprile 2021 il Consiglio dell'Unione europea ha approvato le conclusioni sulla «Strategia dell'UE per la cooperazione nella regione indo-pacifica», incaricando l'Alto rappresentante dell'Unione per gli affari esteri e la politica di sicurezza e la Commissione europea di presentare entro settembre 2021 una comunicazione congiunta sulla cooperazione nella regione indo-pacifica.
La regione indo-pacifica ospita i tre quinti della popolazione mondiale, produce il 60% del PIL mondiale, ha contribuito per i due terzi alla crescita economica globale nel periodo pre-pandemia ed è all'avanguardia nell'economia digitale. Insieme, l'Indo-Pacifico e l'Europa rappresentano oltre il 70% del commercio mondiale di beni e servizi e oltre il 60% dei flussi diretti di investimento. Gli scambi commerciali tra l'Indo-Pacifico e l'Europa sono più elevati rispetto a qualsiasi altra regione geografica del mondo, con scambi annuali che hanno raggiunto 1 500 miliardi di euro.
L'Alto rappresentante dell'Unione per gli affari esteri e la politica di sicurezza e la Commissione europea con la comunicazione congiunta inviata il 16 settembre 2021 al Parlamento europeo e al Consiglio d'Europa confermavano che l'Unione europea «intende aumentare il proprio impegno con la regione» indo-pacifica, rafforzando i rapporti con i Paesi dell'area e con il Quad su questioni di interesse comune come il cambiamento climatico, la tecnologia o i vaccini.

### Canada e Indo-Pacifico
Il Canada, sebbene non abbia ancora comunicato una strategia per la regione dell'Indo-Pacifico, ha aumentato la propria presenza navale nella zona dal 2019. Nel giugno 2019, la fregata della marina militare canadese HMCS Regina e la nave ausiliaria MV Asterix hanno attraversato lo stretto di Taiwan.
Nel gennaio 2021 anche l'HMCS Winnipeg ha attraversato lo stretto di Taiwan e la Royal Canadian Air Force si è unita ai Paesi del Quad nell'esercitazione congiunta Sea Dragon a Guam. «Anche il Canada è una nazione del Pacifico. [...] la nostra partecipazione a Sea Dragon è un'opportunità per dimostrare la forza e la durata delle nostre alleanze nella regione dell'Indo-Pacifico», ha dichiarato un portavoce del NORAD.
A fine marzo 2021 la fregata canadese HMCS Calgary è passata vicino alle Isole Spratly, che la Cina rivendica.

### Corea del Sud e Indo-Pacifico
Il 9 novembre 2017 il presidente coreano Moon Jae-in, nel corso del bilaterale Indonesia-Corea del Sud avvenuto a Giacarta, ha presentato la New Southern Policy (Nuova politica meridionale), basata su tre pilastri – persone, prosperità e pace – con l'intento di rafforzare la cooperazione con i Paesi dell'ASEAN principalmente nei settori come i trasporti, l'energia, le risorse idriche e l'informatica.
Il 12 novembre 2020 il presidente Moon Jae-in, durante il 21º vertice ASEAN-Corea del Sud in videoconferenza, ha rilanciato la New Southern Policy Plus nei rapporti con l'India e i Paesi del Sud-est asiatico, riconoscendo la necessità di rispondere e adattarsi in modo proattivo alle complesse situazioni emerse a seguito della pandemia di COVID-19.
Nonostante i trattati di amicizia con gli Stati Uniti e con il Giappone, la Corea del Sud non intende far parte del Quad per non compromettere o rapporti commerciali con la Cina, importanti anche per il dialogo con la Corea del Nord.
Il 18 agosto 2023 si è tenuto a Camp David il vertice tra il presidente statunitense Biden, il primo ministro giapponese Fumio Kishida e il presidente sudcoreano Yoon Suk-yeol. Il vertice è stato definito «l'apertura di una nuova era», data la storica inimicizia tra Giappone e Corea, come risposta al comportamento aggressivo della Cina nell'Indo-Pacifico, per la stabilità dello stretto di Taiwan, per gli esperimenti nucleari militari della Corea del Nord. Nella conferenza stampa i tre leader hanno comunicato che si terranno vertici annuali e una linea telefonica dedicata.

### Nuova Zelanda e Indo-Pacifico
Il 18 novembre 2018 Nuova Zelanda, Stati Uniti, Australia e Giappone hanno sottoscritto un partenariato per portare l'energia elettrica al 70% degli abitanti di Papua Nuova Guinea entro il 2030. L'accordo, per un importo di 1,7 miliardi di dollari, indica l'accesso all'energia come strumento per la diplomazia estera in una regione del mondo soggetta all'influenza della Cina.
La Nuova Zelanda, per non scatenare possibili ritorsioni da parte della Cina, non ha partecipato alle esercitazioni militari oraganizzate dal Quad. Ha invece partecipato al cosiddetto Quad Plus, tenuto in videoconferenza nel marzo 2020, per discutere l'approccio da tenere nei confronti della pandemia di COVID-19, come condividere le tecnologie e come reagire alla conseguente crisi economica; 
e ha appoggiato la richiesta di far partecipare Taiwan all'Assemblea mondiale della sanità in considerazione di come ha saputo affrontare la crisi sanitaria, ottenendo da parte cinese la solita risposta che esiste una sola Cina e che Taiwan è una delle sue province.
Non ha nemmeno sottoscritto la richiesta da parte degli Stati Uniti e di altri 13 Paesi di una seconda inchiesta dell'Organizzazione mondiale della sanità sulle origini della pandemia, lamentando la scarsa collaborazione cinese.